# Jeff Cannata
Jeff Cannata, anche conosciuto con il nome d'arte Cannata, (New Haven, ...) è un tastierista, cantante, chitarrista, batterista, compositore e produttore discografico statunitense.
Jeff Cannata ha inoltre utilizzato saltuariamente gli pseudonimi di Arden House e Zoldar & Clark.

## Biografia

### 1969-1976: Jasper Wrath
Nel 1969 nella città di Hamden, Jeff Cannata assieme a Robert Giannotti, formò il gruppo progressive rock Jasper Wrath, di cui facevano originariamente parte anche James Christian, Scott Zito e Jeff Batter. La band divenne molto popolare soprattutto nel Connecticut, anche grazie a brani come "You" scritto dallo stesso Cannata assieme a Michael Solden, o a "Did You Know That". La band continuò ad esibirsi per 5 anni per sciolgiersi definitivamente nel 1976.

### Gli anni '80: gli Arc Angel
In seguito allo scioglimento dei Jasper Wrath, Cannata assieme a Michael Solden nel 1982 fondò il nuovo progetto di musica AOR/hard rock denominato Arc Angel. Assieme a loro vi erano poi il chitarrista Jay Johnson, il bassista Jim Gregory, ed il tastierista Jeff Bova. Il gruppo firmò per la major CBS Records pubblicando poi il loro primo omonimo album per la sottoetichetta Portrait Records nel 1983. Negli Arc Angel, Cannata fu frontman oltre che chitarrista e cantante. Il gruppo si sciolse nel 1984; successivamente, Jeff pubblicò diversi album solisti sotto il suo cognome Cannata. Gli Arc Angel si riformarono brevemente tra il 2002 e il 2003.

### 1988: La carriera solista
Nel 1988 esordì da solista con l'album Images of Forever, considerato per la sua qualità sonora una dei migliori album AOR degli anni ottanta Jeff Cannata produsse molte band della zona del Connecticut e fece da manager per la casa discografica Oxford Circus Records. Ha pubblicato un nuovo album con gli Arc Angel nel 2002, seguito da un nuovo album solista nel 2006.

## Discografia

### Solista come Cannata

#### Album
- 1988 – Images Of Forever
- 1993 – Watching The World
- 2002 – Tamorok
- 2006 – Mysterium Magnum
- 2009 – My Back Pages: Volume 1

#### EP e singoli
- 1981 – License To Love
- 1988 – Fortune Teller / Sailing Ships
- 1988 – Fortune Teller
- 1988 – Sailing Ships

### Con i Jasper Wrath
- 1971 – Jasper Wrath
- 1975 – You / General Gunther (singolo)
- 1977 – Coming Home [accreditato come Arden House]
- 1977 – Zoldar & Clark [accreditato come Zoldar & Clark]
- 1996 – Anthology: 1969-1976

### Con gli Arc Angel
- 1983 – Arc Angel
- 2002 – Tamorok
- 2013 – Harlequins Of Light